# Minerva Cuevas
Minerva Cuevas (Ciudad de México, 1975) es una artista conceptual mexicana.
Estudió la Licenciatura en Artes Visuales en la Escuela Nacional de Artes Plásticas, UNAM (1993-1997). Es conocida por realizar proyectos de arte a partir de investigación social y prácticas multidisciplinarias.[cita requerida] Su producción incluye instalación, escultura, video y fotografía así como intervenciones de arte contextual en locaciones específicas. Es la fundadora de Mejor Vida Corp. (1998), International Understanding Foundation (2016) y miembro de Irational.org.
Cuevas recibió la beca DAAD en Berlín (2003) y fue parte del programa de residencias de Delfina Studios en Londres (2001). Vive y trabaja en la Ciudad de México.
Su trabajo forma parte las colecciones públicas como Tate, Londres, MUAC UNAM, Ciudad de México, Centre Georges Pompidou, París, Guggenheim Collection Online, y Van Abbemuseum, Eindhoven.

## Obra
Su producción incluye instalación, video, fotografía, video instalación, gráfica y performance la cual genera una crítica y problematización de la relación entre la artista, la sociedad y su entorno.[cita requerida]
Ha aparecido en diversas publicaciones como New Tendencies of Mexican Art de Rubén Gallo, revista Frieze (revista), La Tempestad (revista), Afterall (revista) y publicaciones especializadas en arte. Vive y trabaja en la Ciudad de México.

### Bienales
- Liverpool Biennial. GB. (2010)
- 6th Berlin Biennale. Alemania. (2010)
- The History of a decade that has not yet been named. Lyon Biennial. Francia. (2007)
- Três Fronteiras Bienal do Mercosul. Porto Alegre, Brasil. (2007)
- How to live together. 27th Bienal de São Paulo Brasil. (2006)
- Belonging. Sharjah Biennial. Emiratos Árabes Unidos. (2005)
- On Reason and Emotion. Biennale of Sydney. Australia. (2004)
- Poetic Justice. XX Istanbul Biennial. Istanbul. Turquía. (2003)
- Information-Misinformation. 24th Biennial of Graphic Arts. Ljubljana, Eslovenia. (2001)

### Exposiciones individuales
Ha expuesto individual y colectivamente desde 1994, destacando las exposiciones en museos como el de Arte Moderno, el Ex–Teresa Arte Actual, en el Museo de la Ciudad de México en 2012, con su retrospectiva de abril a julio en donde el objetivo era: “[…] cuestionar las estructuras operativas del sistema capitalista global a través de 30 obras”. En 2015- 2016 destaca la exposición colectiva “Bajo un mismo sol. Exposición Itinerante” que se presenta en tres sedes que son el Museo Jumex en la Ciudad de México, el Guggenheim, Nueva York y en South London Gallery, en Londres.

## Proyectos
Minerva Cuevas es miembro del colectivo Irational.org, en el cual ha hospedado el proyecto que imita la estructura de una corporación sin fines de lugro “Mejor Vida Corp.” (MVC) que inició en 1998. Su trabajo consiste en proporcionar gratuitamente productos (semillas mágicas, credenciales entregadas sin restricción alguna para que las personas obtengan descuentos para estudiantes, transporte o museos etc.) y servicios (cartas de recomendación de MVC, emisión de credenciales de estudiante, etc.) para beneficio de la población.
A menudo su trabajo reflexiona sobre los daños que ocasionan las empresas multinacionales que tienen una estructura corporativa como Mac Donalds y que la artista parodia con Donald McRonald, así como sobre prácticas históricas de explotación de recursos naturales de empresas como Del Monte.

## Residencias y talleres
- 2016 Ashkal Alwan. Taller. Beirut, Líbano.
- 2014 Weltkulturen Museum. Residencia. Frankfurt, Alemania.
- 2004 Edith-Ruß-Haus für Medienkunst Stipend. Residencia. Oldenburgo, Alemania.
- 2003 Deutscher Akademischer Austausch Dienst DAAD. Residencia. Berlín, Alemania.
- 2002 Grizedale Residency Grant. Residencia. Cumbria, Reino Unido.
- 2001 Delfina Studio Trust Award. Delfina Foundation, Reino Unido.
- 1998 The Banff Centre for the Arts. Residencia. Alberta, Canadá.

## Premios
- 2005 DAAD Grant. Berlín, Alemania.
- 1999-2000 Jóvenes Creadores. FONCA. Fondo Nacional para la Cultura y las Artes. México.
- 1996-1997 Jóvenes Creadores. FONCA. Fondo Nacional para la Cultura y las Artes. México.

## Colecciones
Su trabajo está en las colecciones del Tate, Museo Universitario Arte Contemporáneo (UNAM), Centre Georges Pompidou, la colección del Guggenheim y el Van Abbemuseum, Eindhoven.